# Thy som tilstand
|  | Denne artikel er oprettet af botten PalnaBot ud fra en ekstern database. Den kan derfor have sproglige fejl eller mangler. Denne skabelon kan fjernes efter kontrol af indholdet. |

Thy som tilstand er en film instrueret af Emil Næsby Hansen.

## Handling
Thy som tilstand er en dokumentarfilm om det særprægede Thy. Filmen er en hyldest til de originale og selvkørende thyboere. Egnen Thy portrætteres igennem en filmisk mosaik af en række personligheder: Museumsforvalterparret John og Harald, jagtbutikejeren Krudt-Peter, rideskolelæreren Viggo og kvæghyrden Inger, der tager os med rundt i Hjardemål Klit og igennem den rå natur fra fyrreskov til Vesterhav. Det er Thy som tilstand.